# Škola mužestva
Škola mužestva (Школа мужества) è un film del 1954 diretto da Vladimir Pavlovič Basov e Mstislav Korčagin.